# International mil
International mil (USA's sprogbrug: international mile) er en længdeenhed på 1.609,344 m. En international mil er blot én variant af en mil.